# Devil Seed
A Devil Seed egy 2017-ben, Budapesten alakul epikus doom metal zenekar. Az együttes érdekessége, hogy a műfajban ritkának számító módon női énekesük van.
Két demó elkésztése után felvették és szerzői kiadásban megjelentették az első lemezüket, aminek címet nem adtak. Ezután egy válogatáshoz felvették a Black Sabbath együttes egyik dalát, amit aztán külön is megjelentettek kislemezként. A második lemezük már a H-Music kiadónál jelent meg, ennek újfentebb nincs címe, ez a zenekar elmondása szerint konceptuális.
2020-ban, az első lemez megjelenése után fellépési lehetőséget kaptak a műfaj egyik legrangosabb fesztiválján, a Doom Over Viennán, valamint a Seeds of Doom online rádióadóban rendszeresen játszák a dalaikat.

## Diszkográfia
- Firecult (demo) 2018
- Heinrich Kramer (demo) 2019
- Devil Seed 2020
- When Death Calls (single) 2021
- Devil Seed 2024